# Negativ binomialfördelning

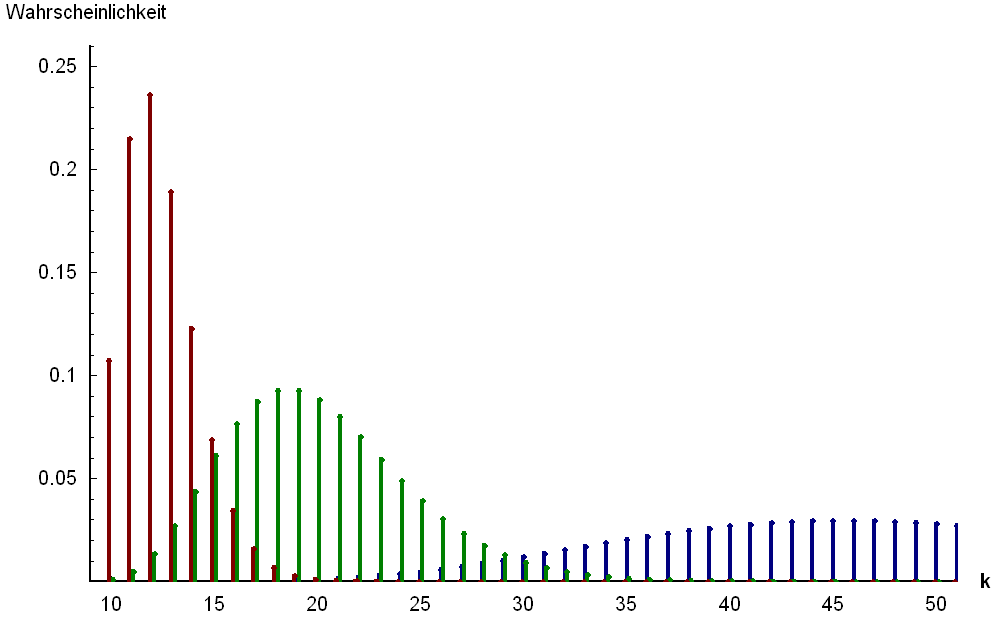
Sannoliketsfunktionen för den negativa binomialfördelningen för r=10, p=0,2 (blå), p=0,5 (grön) och p=0,8 (rött).

Den negativa binomialfördelningen är en diskret sannolikhetsfördelning av antalet framgångar eller antalet försök i en sekvens av oberoende och identiskt fördelade Bernoulliförsök innan ett specificerat (icke-slumpmässigt) antal misslyckanden (betecknat r ) inträffar. 

## Exempel
Vi kan till exempel definiera att när vi kastar en tärning och får en sexa är det en framgång, annars ett misslyckande. Sedan väljer vi r lika med 3. Vi kastar sedan tärningen upprepade gånger tills siffran 6 visas för tredje gången. I ett sådant fall är sannolikhetsfördelningen av antalet misslyckanden (annat än sexa) som uppträdde en negativ binomialfördelning. 

## Sannolikhetsfunktion
Den negativa binomialfördelningen har följande sannolikhetsfunktion:
{\displaystyle f(k;r,p)\equiv \Pr(X=k)={\binom {k+r-1}{k}}p^{r}(1-p)^{k}}
där k är antalet misslyckade försök. Parametrarna är r, antal lyckade försök, och p, sannolikheten för ett lyckat försök. Binomialkoefficienten kan skrivas om som:
{\displaystyle {\binom {k+r-1}{k}}={\frac {(k+r-1)!}{(r-1)!\,k!}}={\frac {(k+r-1)(k+r-2)\dotsm (r)}{k!}}.}
Ett annat sätt är att utnyttja den så kallade negativa binomialkoefficienten:
{\displaystyle {\begin{aligned}&{\frac {(k+r-1)\dotsm (r)}{k!}}\\[6pt]={}&(-1)^{k}{\frac {(-r)(-r-1)(-r-2)\dotsm (-r-k+1)}{k!}}=(-1)^{k}{\binom {-r}{k}}.\end{aligned}}}
Naturligtvis kan vi räkna antalet försök oberoende om de är lyckade eller inte:
{\displaystyle f(k;r,p)\equiv \Pr(X=k)={\binom {k-1}{k}}p^{r}(1-p)^{(k-r)}}

## Alternativ parametrisering
Den negativa binomialfördelningen kan skrivas med följande sannolikhetsfunktion i stället:
{\displaystyle f(k;r,\mu )\equiv \Pr(X=k)={\binom {k+r-1}{k}}({\frac {r}{\mu +r}})^{r}(1-{\frac {\mu }{\mu +r}})^{k}}
där k är antalet misslyckade försök. Parametrarna är r, antal lyckade försök, och μ, väntevärdet. Då blir {\displaystyle p={\frac {r}{\mu +r}}}

## Väntevärde och varians
Väntevärdet för antal misslyckanden är {\displaystyle r/p-r=\mu }. Om vi räknar alla försök blir väntevärdet {\displaystyle r/p=\mu +r}.
Variansen är: {\displaystyle r(1-p)/p^{2}=\mu +\mu ^{2}/r}.

## Generalisering
Parametern r kan också vara vilket positivt reellt tal som helst. Då får fakulteterna ersättas med gammafunktionen. Ibland pratar man om
Pascalfördelningen (efter Blaise Pascal) då r är ett heltal och om Polyafördelningen (för George Pólya) för reella r.